# إيلونا ناغي
إيلونا ناغي (بالمجرية: Nagy Ilona)‏ (21 يناير 1951 في المجر - ) هي لاعبة كرة يد المجر. شاركت في الألعاب الأولمبية الصيفية 1976.

## وصلات خارجية
- إيلونا ناغي على موقع اللجنة الأولمبية الدولية (الإنجليزية)
- إيلونا ناغي على موقع أوليمبيديا (الإنجليزية)
- إيلونا ناغي على موقع اللجنة الأولمبية المجرية (الهنغارية)